# Napięcie psychiczne
Napięcie psychiczne, stres – stan silnego pobudzenia myśli i uczuć oraz gotowości do szybkiego działania. Występuje zwykle w sytuacjach trudnych i ważnych.